# Umeå kommun
Umeå kommun (uttal (fil)) är en kommun i Västerbottens län. Centralort är Umeå som också är länets residensstad.
I inre delen av Umeå kommun finns kuperad urbergsterräng men också mycket stora områden med myr. Kusten består av flacka ytor med skog. Odlingsmark återfinns vid dalgångar som exempelvis Umeälven och Sävarån. I stadsdelen Röbäck återfinns Norrlands största sammanhängande jordbrukslandskap Röbäcksslätten. Sedan 1990-talet har det lokala näringslivet dominerats av administration, service och utbildning. I början av 2020-talet stod den privata och offentliga tjänstesektorn för majoriteten av kommunens sysselsättning. 
Sedan kommunen bildades 1971 har befolkningstrenden varit starkt positiv. Efter en lång historia av uteslutande borgerligt styre skedde en växling 1979. Sedan dess har kommunen huvudsakligen haft socialdemokratiskt styre och blivit känd som Det röda Umeå.

## Administrativ historik

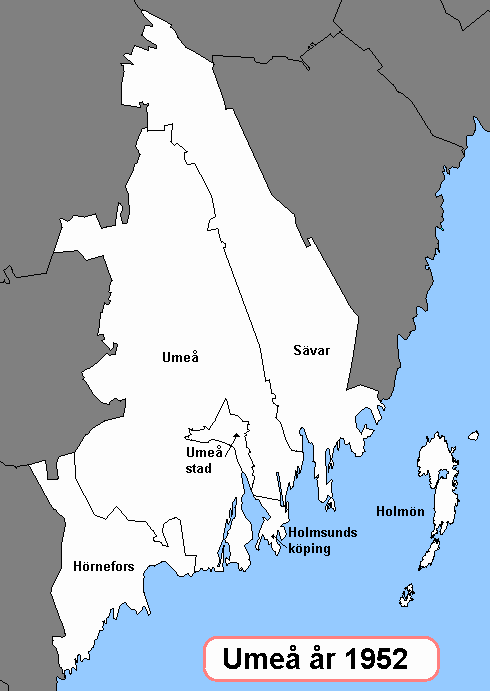
Kommuner runt Umeå år 1952.
Om inget annat anges är det en landskommun.

Kommunens område motsvarar de gamla socknarna Sävar, Umeå samt en mindre del av Nordmaling. I dessa socknar bildades vid 1862 års kommunreform landskommuner med motsvarande namn. I området fanns även Umeå stad som 1863 bildade en stadskommun. Hörnefors landskommun bildades 1914 genom utbrytning av områden ur Nordmalings och Umeå landskommuner i Ångermanland respektive Västerbotten. Holmöns landskommun bildades 1925 genom en utbrytning ur Sävars landskommun.
Djupviks municipalsamhälle inrättades i Umeå landskommun 9 februari 1894. Holmsunds landskommun bildades 1918 genom en utbrytning ur Umeå landskommun, dit municipalsamhället fördes. Detta uppgick 3 februari 1933 i det då bildade Holmsunds municipalsamhälle. Obbola municipalsamhälle inrättades 22 september 1939 i Holmsunds landskommun. 1947 ombildades landskommunen till Holmsunds köping samtidigt som municipalsamhällena upplöstes. Tegs municipalsamhälle inrättades 12 december 1924 och upplöstes vid utgången av 1960. Backens municipalsamhälle inrättades 16 maj 1941 och upplöstes vid utgången av 1958. Hörnefors municipalsamhälle inrättades 16 maj 1941 och upplöstes vid utgången av 1957.
Kommunreformen 1952 påverkade inte indelningarna i området, då varken Västerbottens eller Norrbottens län berördes av reformen.
1965 införlivades Umeå landskommun i Umeå stad. Umeå kommun bildades vid kommunreformen 1971 genom en ombildning av Umeå stad. Holmsunds kommun bildades samtidigt av Holmsunds köping. 1974 införlivades Holmön, Holmsunds, Hörnefors och Sävars kommuner.
Kommunen ingår sedan bildandet i Umeå tingsrätts domsaga.
Kommunen ingår sedan 2010 i Förvaltningsområdet för samiska, sedan 2011 i Förvaltningsområdet för finska och sedan 2020 för meänkieli. Kommunen benämns Ubmejen kommuvdna på samiska och Uumajan kunta på båda andra språken.

## Geografi
Kommunen är belägen vid Kvarken i öster, i sydöstra delen av landskapet Västerbotten med en mindre del i nordöstra Ångermanland. Från nordväst mot sydöst rinner Ume älv. Umeå kommun gränsar i norr till Skellefteå kommun, i nordöst till Robertsfors kommun, i sydväst till Nordmalings kommun samt i väster till Vännäs kommun och Vindelns kommun, alla i Västerbottens län. I öster har kommunen en maritim gräns till Korsholms kommun i landskapet Österbotten i Finland.

### Topografi och hydrografi

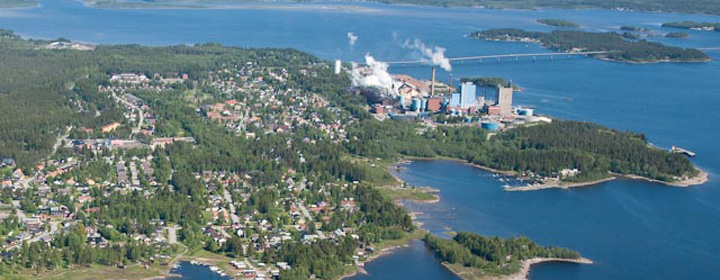
Flygbild över Obbola.

I inre delen av Umeå kommun finns kuperad urbergsterräng men också mycket stora områden med myr. Därifrån sträcker sig sprickdalar med finkornig fjärdsediment och sandiga älvsediment mot kusten som består av flacka ytor med skog. Odlingsmark återfinns vid dalgångar som exempelvis Umeälven och Sävarån. Vid Umeälven finns ett omfattande mynningsdelta orsakat av älvens sandtransport.
Långa, låga moränryggar, så kallade drumliner, finns vid kusten bland annat i Skepparviksskärgården. Detta ger en starkt flikig kustlinje därtill omges den av alskog. Bland annat på ögruppen kring Holmön, men också i den höglänta, sydvästra delen av kommunen, är kalspolade hällar, svallgrus och stora klapperstensfält med strandvallar är vanliga.
I stadsdelen Röbäck återfinns Norrlands största sammanhängande jordbrukslandskap Röbäcksslätten. Området används dels för rekreation men där finns också goda odlingsförutsättningar och ett starkt växt- och djurliv. I Tavelsjö ligger Vallberget som når 268 m ö.h. och Tavelsjöberget når 284 m ö.h.. Bräntberget används bland annat till utförsåkning och Hamrinsberget har varit föremål för diskussioner om bebyggelse.
Nedan presenteras andelen av den totala ytan 2020 i kommunen jämfört med riket.
|  | Bebyggelse (4,7 %) |

|  | Skog (78,1 %) |

|  | Öppen myrmark (6,1 %) |

|  | Jordbruksmark (5,3 %) |

|  | Övrig mark (5,7 %) |

|  | Bebyggelse (3,1 %) |

|  | Skog (68,0 %) |

|  | Öppen myrmark (7,2 %) |

|  | Jordbruksmark (7,4 %) |

|  | Övrig mark (14,3 %) |

Kommunen är genomfluten av Ume älv som börjar vid norska gränsen i Storumans kommun och har sitt utlopp i havet. Även  biflödet Vindelälven, en älv som av Unesco klassats som biosfärområde, är en av Sveriges outbyggda älvar och flyter genom Umeå kommun.

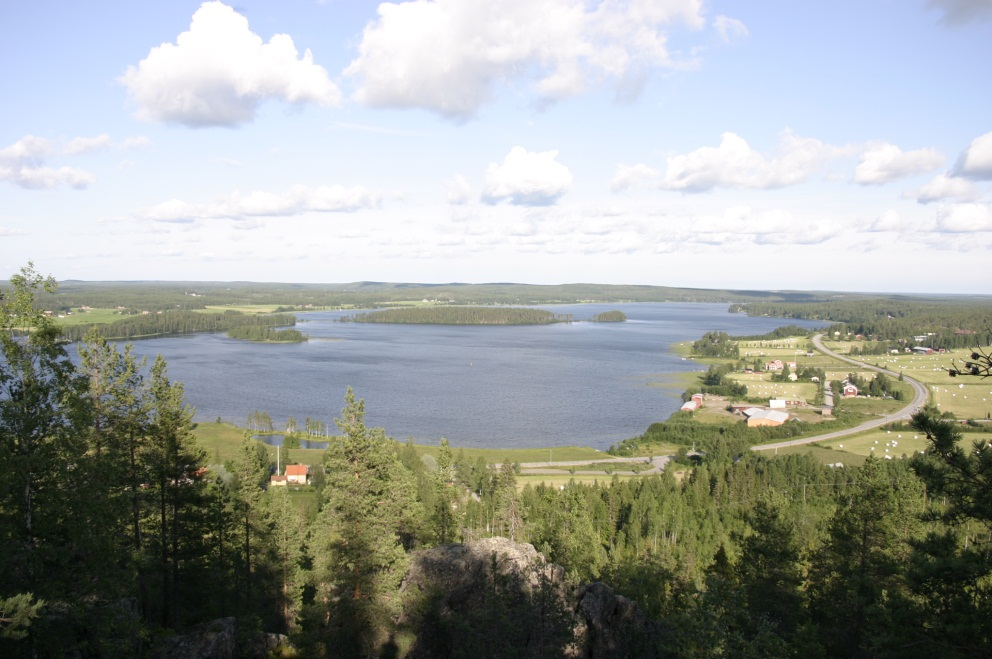
Vy över Tavelsjöbygden, från Vallberget.

I Umeå kommun finns även ett flertal sjöar, vilka inkluderar Bjännsjön, Bäcksjön, Grössjön, Nydalasjön, Stöcksjön, Tavelsjön och Trehörningen. Därtill finns också ett antal åar vilka inkluderar Hörnån, Norrmjöleån, Sävarån, Sörmjöleån, Täfteån, Tavelån och Åhedån.

### Naturskydd
År 2022 fanns 36 naturreservat i Umeå kommun. Bland dessa återfinns Grössjöns naturreservat med fågelsjö, hjortronmyrar och gammelskog, området sköts av Umeå kommun. I Umeå kommun finns även naturreservatet Strömbäck-Kont, ett område längs kusten men artrik flora som är präglat av sitt läge vid kusten och av inlandsisen, och Hässningberget med flera olika naturtyper.

### Administrativ indelning
Fram till 2016 var kommunen för befolkningsrapportering indelad i nio församlingar:

- Holmsunds församling
- Hörnefors församling
- Sävar-Holmöns församling
- Tavelsjö församling
- Tegs församling
- Umeå landsförsamling
- Umeå Maria församling
- Umeå stadsförsamling
- Ålidhems församling

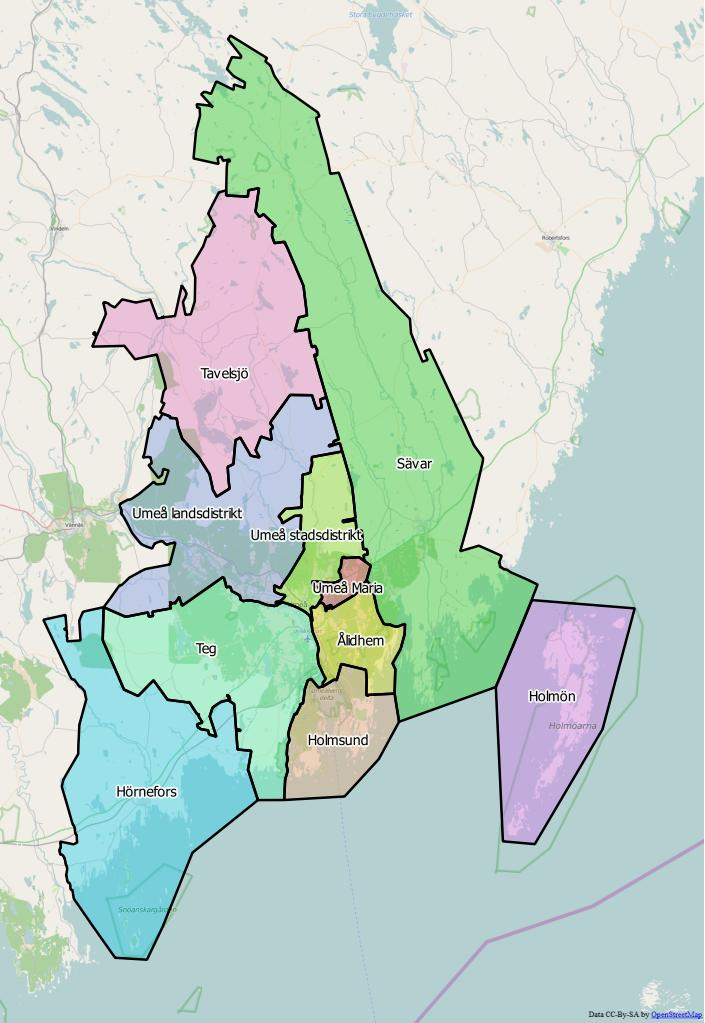
Distrikt inom Umeå kommun

Från 2016 indelas kommunen istället i 10  distrikt:

- Holmsund
- Holmön
- Hörnefors
- Sävar
- Tavelsjö
- Teg
- Umeå landsdistrikt
- Umeå Maria
- Umeå stadsdistrikt
- Ålidhem

### Tätorter
Centralorten Umeå är den största tätorten. Ungefär en tredjedel av kommunens befolkning bor utanför Umeå stad, med en tätortsnära landsbygd snarare än glesbygd. Andra större tätorter är Holmsund, Hörnefors, Sävar, Obbola, Täfteå, Röbäck och Ersmark.

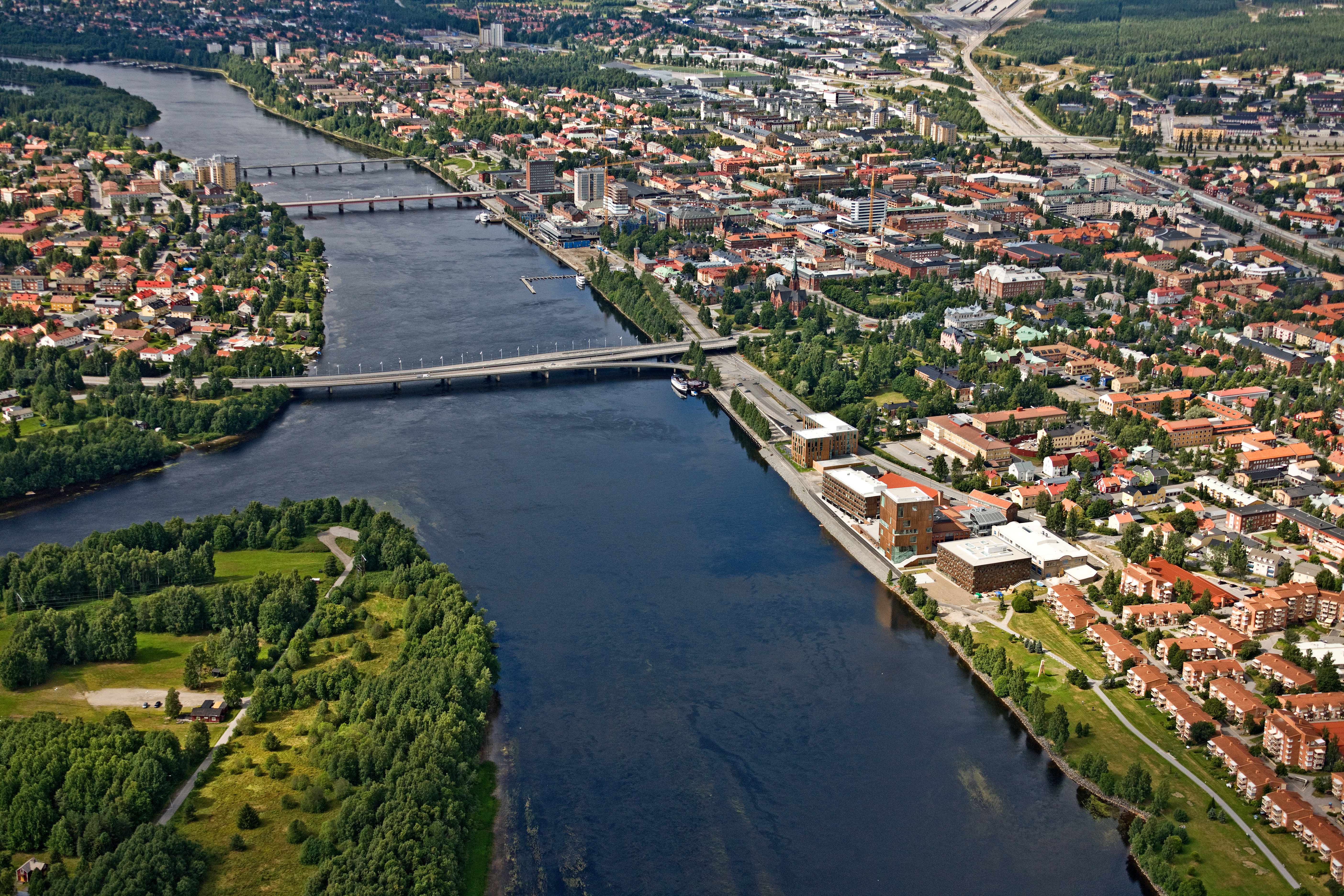
Flygbild över centrala Umeå.

Enligt Statistiska centralbyråns rapport Befolkning i tätorter 2015-12-31; fördelat på kön och åldersklasser den 31 december 2015 fanns det 24 tätorter i Umeå kommun.
I tabellen presenteras tätorterna i storleksordning efter befolkning. Centralorten är i fet stil.
| Nr |
| -- |
| 1  |
| 2  |
| 3  |
| 4  |
| 5  |
| 6  |
| 7  |
| 8  |
| 9  |
| 10 |
| 11 |
| 12 |
| 13 |
| 14 |
| 15 |
| 16 |
| 17 |
| 18 |
| 19 |
| 20 |
| 21 |
| 22 |
| 23 |
| 24 |

| Tätort     | Befolkning | Landareal (hektar) | Täthet (inv./km²) |
| ---------- | ---------- | ------------------ | ----------------- |
| Umeå       | 83 249     | 3 220              | 2 585             |
| Holmsund   | 5 962      | 752                | 793               |
| Sävar      | 2 968      | 326                | 910               |
| Hörnefors  | 2 514      | 235                | 1 070             |
| Röbäck     | 2 460      | 252                | 976               |
| Obbola     | 2 173      | 229                | 949               |
| Ersmark    | 1 650      | 149                | 1 107             |
| Täfteå     | 1 305      | 145                | 900               |
| Tomtebo    | 741        | 38                 | 1 950             |
| Innertavle | 576        | 72                 | 800               |
| Stöcke     | 487        | 70                 | 696               |
| Hissjö     | 471        | 107                | 440               |
| Tavelsjö   | 461        | 76                 | 607               |
| Sörfors    | 460        | 114                | 404               |
| Yttersjö   | 442        | 110                | 402               |
| Stöcksjö   | 394        | 110                | 358               |
| Brännland  | 336        | 63                 | 533               |
| Bullmark   | 329        | 44                 | 748               |
| Sörmjöle   | 307        | 69                 | 445               |
| Överboda   | 241        | 61                 | 395               |
| Brännäset  | 239        | 270                | 89                |
| Norrmjöle  | 228        | 146                | 156               |
| Flurkmark  | 210        | 45                 | 467               |
| Botsmark   | 201        | 39                 | 516               |

## Styre och politik

### Styre
Det talas ibland om en bild av Det röda Umeå. Kommunen, liksom dess föregångare, har dock länge haft borgerligt styre. Detta ändrades först 1979 då kommunen fick det första vänsterstyret. Socialdemokraterna fick då 28 mandat och Vänsterpartiet Kommunisterna (VPK) fick sex mandat, de borgerliga partierna fick 31 mandat. Mellan 1991 och 1994 hade de borgerliga partierna åter majoritet med centerpartistisk kommunstyrelseordförande. Därefter har kommunen enbart haft vänsterstyre i olika konstellationer, senast med stöd från Miljöpartiet. Ett lokalt inslag är Arbetarpartiet, med grund i det trotskistiska fackförbundet Offensiv, vars medlemmar uteslöts ur Socialdemokraterna omkring 1991. Partiet har sedan dess varit representerat i fullmäktige som opposition från vänster mot Socialdemokraterna. 
Mandatperioden 2010–2014 styrdes kommunen av en minoritetskoalition bestående av Socialdemokraterna och Vänsterpartiet. 
Mandatperioden 2014–2018 styrdes kommunen av Socialdemokraterna genom ett valteknisk samarbete med Miljöpartiet. Detta innebar att Miljöpartiet fick platser i styrelser, nämnder och bolagsstyrelser. Samtidigt gjorde Socialdemokraterna andra typer av samverkansavtal med både Alliansen och Jan Hägglund från Arbetarpartiet. Även under mandatperioden 2018–2022 fortsatte partiet styra i minoritet. Denna mandatperiod primärt genom ett valtekniskt samarbete med Vänsterpartiet men också med Miljöpartiet och Arbetarpartiet.
Mandatperioden 2022–2026 fortsätter Socialdemokraterna styra i minoritet genom en valteknisk samverkan med Miljöpartiet.

### Kommunfullmäktige

#### Presidium
| Presidium 2022–2026    | Presidium 2022–2026 | Presidium 2022–2026   |
| ---------------------- | ------------------- | --------------------- |
| Ordförande             | S                   | Marie-Louise Rönnmark |
| Förste vice ordförande | M                   | Alireza Mosahafi      |
| Andre vice ordförande  | V                   | Jan-Olov Carlsson     |

#### Mandatfördelning 1970–2022
| 22 | 12 | 11 |  | 5 |

| 43 | 8 |

| 3 | 29 | 17 | 8 |  | 6 |

| 51 | 14 |

| 3 | 28 | 18 | 8 |  | 6 |

| 46 | 19 |

| 6 | 28 | 13 | 8 |  | 8 |

| 40 | 25 |

| 5 | 30 |  | 12 | 5 |  | 10 |

| 39 | 26 |

| 5 | 28 | 3 | 8 | 10 |  | 9 |

| 38 | 27 |

| 4 | 30 | 5 | 8 | 9 |  | 7 |

| 35 | 30 |

| 4 | 27 | 4 | 10 | 7 | 4 | 9 |

| 34 | 31 |

| 5 | 31 | 6 | 8 | 5 |  | 8 |

| 36 | 29 |

| 10 | 23 | 5 |  | 5 | 4 | 6 | 10 |

| 36 | 29 |

| 8 | 26 | 4 | 3 | 7 | 8 | 4 | 5 |

| 35 | 30 |

| 6 | 26 | 5 | 3 | 7 | 5 | 4 | 9 |

| 34 | 31 |

| 7 | 25 | 6 |  | 4 | 5 | 4 | 13 |

| 33 | 32 |

| 9 | 24 | 4 |  | 3 |  | 4 | 4 |  | 11 |

| 33 | 32 |

| 11 | 20 | 4 |  | 4 | 7 | 4 |  | 11 |

| 34 | 31 |

| 9 | 24 | 4 |  | 4 | 5 | 3 |  | 12 |

| 31 | 34 |

För valresultat före 1970, se Umeå stad.

### Nämnder

#### Kommunstyrelse
Totalt har kommunstyrelsen 15 ledamöter. Mandatperioden 2022–2026 tillhörde sex av dessa  Socialdemokraterna, två Moderaterna och två  Vänsterpartiet. Centerpartiet, Kristdemokraterna, Liberalerna, Miljöpartiet och Sverigedemokraterna hade alla en ledamot vardera.
| Presidium 2022–2026    | Presidium 2022–2026 | Presidium 2022–2026 |
| ---------------------- | ------------------- | ------------------- |
| Ordförande             | S                   | Hans Lindberg       |
| Förste vice ordförande | M                   | Anders Ågren        |
| Andre vice ordförande  | S                   | Janet Ågren         |

#### Lista över kommunstyrelsens ordförande
- Nils-Erik Årre, Centerpartiet, 1971–1972[37][38]
- Erik Eriksson, Centerpartiet, 1973–1979[39][40]
- Torsten W Persson, Socialdemokraterna, 1980–1985
- Margot Wikström, Socialdemokraterna, 1986–1991
- Nils Häggström, Centerpartiet, 1991–1994
- Lennart Holmlund, Socialdemokraterna, 1995–25 november 2014
- Margot Wikström, Socialdemokraterna, 1995–19 september 1995
- Hans Lindberg, Socialdemokraterna, 25 november 2014–[41]

Denna lista hämtas från Wikidata. Informationen kan ändras där.

#### Övriga nämnder
| Nämnd                                 | Ordförande | Ordförande             | Vice ordförande | Vice ordförande       | Andre vice ordförande | Andre vice ordförande |
| ------------------------------------- | ---------- | ---------------------- | --------------- | --------------------- | --------------------- | --------------------- |
| Byggnadsnämnden                       | S          | Mikael Berglund        | C               | Robert Axebro         |                       |                       |
| Fritidsnämnden                        | S          | Ari Leinonen           | M               | Joline Göttfert       |                       |                       |
| För- och grundskolenämnden            | S          | Moa Brydsten           | Ob.             | Maria Lindvall        | V                     | Tobias Holmborn       |
| Gymnasie- och vuxenutbildningsnämnden | S          | Peter Vigren           | M               | Izabel Riedl          | MP                    | Mariam Salem          |
| Individ- och familjenämnden           | S          | Andreas Lundgren       | L               | Hanna Lundin Jernberg |                       |                       |
| Krisledningsnämnden                   | S          | Hans Lindberg          | M               | Anders Ågren          |                       |                       |
| Kulturnämnden                         | S          | Helena Smith           | L               | Alex Nilsson          |                       |                       |
| Miljö- och hälsoskyddsnämnden         | S          | Nils Andreas Sjögren   | C               | Julia Algotsson       |                       |                       |
| Personalnämnden                       | S          | Thomas Wennström       | M               | Mikael Thyni          |                       |                       |
| Tekniska nämnden                      | S          | Christina Bernhardsson | M               | Stefan Nordström      |                       |                       |
| Valnämnden                            | S          | Håkan Johansson        | M               | Kjerstin Widman       |                       |                       |
| Äldrenämnden                          | S          | Carin Nilsson          | KD              | Veronica Kerr         | V                     | Åsa Bäckström         |

Källa:

### Kommunala bolag
Vakin – Vatten och Avfallskompetens i Norr AB, tidigare kallat Umeva – Umeå Vatten och Avfall AB, ansvarar för vatten, avlopp och sophantering.

### Valresultat 2022
| Parti                            | Valdistrikt         | Valdistrikt | Kommun  |
| Parti                            | Starkaste           | Andel       | Andel   |
| -------------------------------- | ------------------- | ----------- | ------- |
| S                                | Hörnefors Östra     | 47,82 %     | 36,48 % |
| M                                | Stöcke              | 27,21 %     | 17,64 % |
| V                                | Ålidhem Östra       | 30,04 %     | 13,28 % |
| C                                | Tavelsjö            | 19,27 %     | 7,94 %  |
| SD                               | Hörnefors Västra    | 14,26 %     | 6,47 %  |
| MP                               | Berghem Norra       | 12,27 %     | 6,41 %  |
| L                                | Östermalm - Fridhem | 7,09 %      | 3,77 %  |
| AP                               | Ersboda Östra       | 7,31 %      | 3,50 %  |
| KD                               | Tavelsjö            | 6,49 %      | 3,46 %  |
| Data hämtat från Valmyndigheten. |                     |             |         |

### Internationella relationer
Umeå kommun beskriver att "Internationella kontakter och transnationella samarbeten är en förutsättning för marknadsföring och kunskapsinhämtning i regionernas Europa och vårt alltmer omvärldsberoende samhälle. Umeå kommun har utvecklat mer ingående kontakter med ett antal städer i världen och genomför gemensamma projekt med vissa av dem." En del av syftet är att uppnå Sveriges internationella åtaganden enligt FN:s globala mål (Agenda 2030).
Ett vänortssamarbete med den finska staden Vasa etablerades år 1953. Samma år etablerades även vänortssamarbete med den norska staden Harstad, och danska Helsingör.
Den ryska staden Petrozavodsk är vänort med Umeå kommun sedan år 1976, men på grund av den ryska invasionen av Ukraina år 2022 har samarbete frusits. År 1992 etablerades ett vänortssamarbete med den tyska staden Würzburg.
| I Europa: - Helsingør, Danmark - Vasa, Finland - Harstad, Norge - Petrozavodsk, Ryssland - Würzburg, Tyskland | Utanför Europa: - Saskatoon, Kanada - Qufu, Kina - Xi'an, Kina - Lanzhou, Kina - Guanajuato, Mexiko |

I Vänortsparken finns ett konstverk Tellus - en jordglob, som visar de olika vänorternas geografiska läge. Varje vänort har dessutom en egen yta i parken med något typiskt för orten.
Umeå kommun har antagit en strategi för att  kommunen ska ha 200 000 invånare år 2050. I strategin ingår att etablera Umeå på den internationella arenan för att fler ska flytta till Umeå, inte bara från andra delar av Sverige utan också från resten av världen. En del för att uppnå detta är aktiv omvärldsbevakning och internationell positionering. I strategin ingår också att det ska vara enkelt med internationella kontakter i Umeå till exempel genom utbyggd infrastruktur, exempelvis bredbandsnätet, men också att flygplatsen har internationella flygtransporter. Kommunen avser också öka internationella samarbeten.

## Ekonomi och infrastruktur

### Näringsliv
Sedan 1990-talet har det lokala näringslivet dominerats av administration, service och utbildning. I början av 2020-talet stod den privata och offentliga tjänstesektorn för majoriteten av kommunens sysselsättning, medan tillverkningsindustrin svararde för nio procent av arbetstillfällena.
I början av 2020-talet fanns fler arbeten inom den privata sektorn än i den offentliga. Men den största enskilda arbetsgivaren, enligt uppgifter från 2022, var Umeå kommun som också var den största arbetsgivaren i hela regionen med 12 000 anställda. Andra stora offentliga arbetsgivare var Umeå universitet och Norrlands universitetssjukhus. I Umeå finns också Totalförsvarets skyddscentrum (SkyddC). Det är "Försvarsmaktens centrum för skydd mot kemiska, biologiska, radiologiska och nukleära (CBRN) hot och händelser." Västerbottensbataljonen har sitt huvudsäte i Umeå.
Den största privata arbetsgivaren var i början av 2020-talet Volvo Lastvagnar, som hade ungefär 1 600 anställda. De största företagen i Umeå kommun sett till omsättning var, enligt uppgifter från år 2015, Coop Nord, Norra Skogsägarna och Norrmejerier. Enligt uppgifter från 2020 fanns 14 000 företag i Umeå, de allra flesta med färre än 250 anställda.

### Infrastruktur

#### Transporter
Umeå kommun genomkorsas från sydväst mot nordöst av E4 och i öst-västlig riktning av E12. Tre bilbroar korsar Ume älv i Umeå: Tegsbron (invigd 1949), Kyrkbron (1975) och Kolbäcksbron (2001). Obbolabron mellan Holmsund och Obbola var färdigbyggd 1989. 

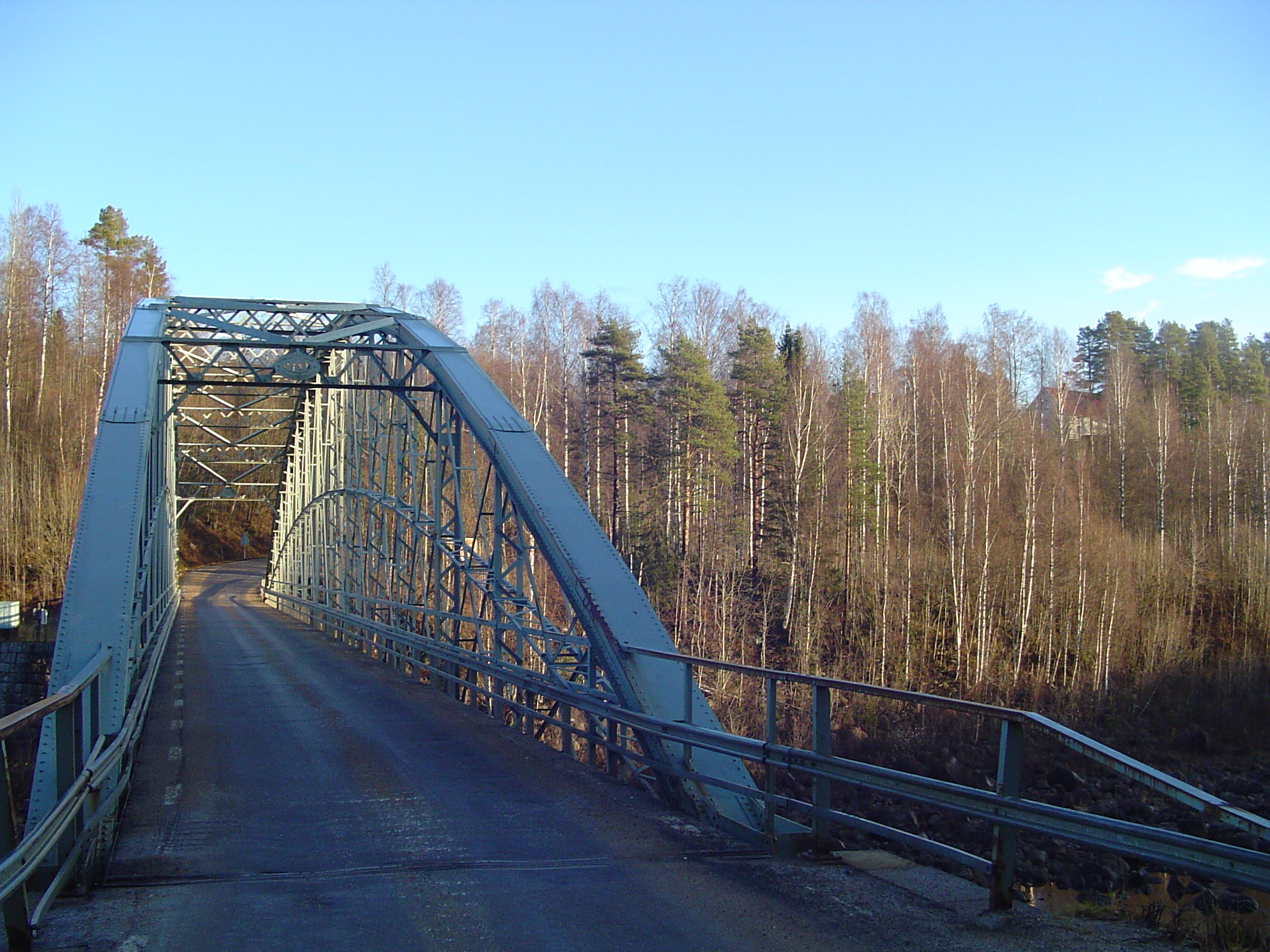
Bron över Umeälven mellan Brännland och Sörfors.

Mellan Umeå hamn i Holmsund och Vasa i Finland, som är Umeås närmaste grannstad, går färjelinjen Umeå–Vasa som är en del av E12 och drivs av Wasaline. Den internationella turistvägen Blå vägen (Norge – Sverige – Finland – Ryssland) passerar Umeå.
Från sydväst sträcker sig Botniabanan som ansluter till Umeåbanan sydöst om Umeå. Umeåbanan sträcker sig i nordöstlig riktning mellan Holmsund och Vännäs där den ansluter till Stambanan genom övre Norrland. Banorna trafikeras av SJ:s fjärrtåg och Norrtågs regionaltåg som stannar vid Hörnefors, Umeå Östra och Umeå centralstation. Det finns även lokaltåg mellan Umeå Östra och Vännäs.
Botniabanan är en järnväg längs med Norrlandskusten som kraftigt förkortat restiderna i nord-sydlig riktning. Botniabanan med regional snabbtågstrafik underlättar för pendling. Det finns stationer har i södra grannkommunen Nordmaling (53 km söder om Umeå) och i Hörnefors (30 km söder om Umeå). Resecentret Umeå Östra ligger vid universitetssjukhuset/universitetet i Umeå.
Sträckan Umeå–Örnsköldsvik (11 mil) tar cirka 40 minuter med snabbtåg, jämfört med över en timme med bil. När det gäller den interregionala snabbtågstrafiken kommer exempelvis restiden Umeå–Sundsvall att förkortas till ungefär 2,5 timmar när banan blir optimerad för 250 km/h, det vill säga den hastighet framtidens svenska tåg ska klara av. Under hösten 2011 var Ådalsbanan klar och då kunde tågtrafiken börja nyttjas fullt ut. Resan med tåg Stockholm–Umeå minskar från 11 timmar till ungefär 5,5 timmar. Tåget  konkurrerar därmed mer effektivt med flyget.
Umeå Airport ligger endast fyra kilometer från Umeå centrum och är den sjätte största flygplatsen i landet (2015), mätt i antal passagerare. År 2015 hade flygplatsen cirka 1 048 000 passagerare.

#### Utbildning och forskning
I Umeå kommun fanns år 2022 ungefär 100 förskolor, varav 20 procent bedrevs i privat regi. Det fanns 50 grundskolor samma år, med olika åldersindelningar. Inför förskoleklass och årskurs sju finns möjlighet för vårdnadshavare att önska viöken skola barnet ska gå på. Nio grundskolor bedrevs i privat regi, däribland Internationella Engelska Skolan, Waldorfskolan och Montessoriskolan.
Det fanns fyra kommunala gymnasier och  fyra privata gymnasieskolor inkluderat Thoren Business School och Minerva gymnasium. På kommunala Maja Beskowgymnasiet finns även kommunens elitidrottsgymnasium.
I Umeå finns även Umeå universitet, ett av Sveriges största lärosäten med 36 000 studenter och 4 000 anställda. Vid Umeå universitet bedrivs även forskning. Bland annat forskades gensaxen CRISPR-Cas9 fram vid Umeå Universitet, en upptäckt som senare ledde till Nobelpriset i kemi år 2020.

#### Sjukvård
Region Västerbotten ansvarar för den offentliga sjukvården i Umeå. Norrlands universitetssjukhus ansvarar för högspecialiserad vård till totalt 876 000 personer som är spridda på ett geografiskt område som motsvarar halva Sverige. Det är länets, men också norra sjukvårdsregionens största sjukhus. Norrlands universitetssjukhus har "rikssjukvård för plexus brachialisskador, är medicinskt ansvarig för Svenska nationella ambulansflyget (Snam) och har det operativa ansvaret för Svenskt ambulansflyg".

## Befolkning
Umeå kommun är en expansiv inflyttningskommun som hade 75 290 invånare när kommunsammanslagningarna var genomförda 1975 och passerade 100 000 invånare 1995. Det innebär bland annat att två tredjedelar av kommunens befolkning består av personer som är födda utanför kommunens gränser – de allra flesta[källa behövs] i andra kommuner i Västerbottens län och de övriga Norrlandslänen – och att omkring en tiondel är utrikes födda.

### Demografi

#### Statistik
Medelåldern i kommunen är 38,8 år (2016), vilket är 2,4 år under riksgenomsnittet och kan förklaras av att Umeå är en utbildningsstad med bland annat Umeå universitet (invigt 1965) och Sveriges lantbruksuniversitet.

#### Befolkningsutveckling
Kommunen har 134 443 invånare (31 mars 2025), vilket placerar den på 11:e plats avseende folkmängd bland Sveriges kommuner. Sedan 1992 är kommunen Norrlands största kommun och sedan 1976 Norrlands snabbast växande kommun. Befolkningen ökade med 36 procent under åren 1985–2010. År 2011 prognostiserade SCB att befolkningen skulle öka med ytterligare 10 procent under åren 2010–2035 för att 2035 nå 127 004 invånare. Enligt Umeå kommuns egen beräkning i Befolkningsprognos för Umeå kommun 2019-2030, väntas kommunen passera 130 000 invånare redan 2020 och vara över 146 000 år 2030.
| Befolkningsutvecklingen i Umeå kommun 1810–2020                                                                      | Befolkningsutvecklingen i Umeå kommun 1810–2020 | Befolkningsutvecklingen i Umeå kommun 1810–2020 | Befolkningsutvecklingen i Umeå kommun 1810–2020 | Befolkningsutvecklingen i Umeå kommun 1810–2020 |
| --- | ----------------------------------------------- | ----------------------------------------------- | ----------------------------------------------- | ----------------------------------------------- |
| |                                                 |                                                 |                                                 |                                                 |
| År |                                                 |                                                 | Folkmängd                                       |                                                 |
| 1810 | 1810                                            |                                                 | 7 752                                           |                                                 |
| 1830 | 1830                                            |                                                 | 10 269                                          |                                                 |
| 1850 | 1850                                            |                                                 | 12 651                                          |                                                 |
| 1870 | 1870                                            |                                                 | 16 840                                          |                                                 |
| 1890 | 1890                                            |                                                 | 20 400                                          |                                                 |
| 1900 | 1900                                            |                                                 | 23 591                                          |                                                 |
| 1910 | 1910                                            |                                                 | 27 411                                          |                                                 |
| 1920 | 1920                                            |                                                 | 32 325                                          |                                                 |
| 1930 | 1930                                            |                                                 | 37 570                                          |                                                 |
| 1940 | 1940                                            |                                                 | 40 552                                          |                                                 |
| 1950 | 1950                                            |                                                 | 46 282                                          |                                                 |
| 1960 | 1960                                            |                                                 | 54 415                                          |                                                 |
| 1970 | 1970                                            |                                                 | 69 547                                          |                                                 |
| 1975 | 1975                                            |                                                 | 75 290                                          |                                                 |
| 1980 | 1980                                            |                                                 | 81 088                                          |                                                 |
| 1985 | 1985                                            |                                                 | 85 108                                          |                                                 |
| 1990 | 1990                                            |                                                 | 91 258                                          |                                                 |
| 1995 | 1995                                            |                                                 | 101 337                                         |                                                 |
| 2000 | 2000                                            |                                                 | 104 512                                         |                                                 |
| 2005 | 2005                                            |                                                 | 110 758                                         |                                                 |
| 2010 | 2010                                            |                                                 | 115 473                                         |                                                 |
| 2015 | 2015                                            |                                                 | 120 777                                         |                                                 |
| 2020 | 2020                                            |                                                 | 130 224                                         |                                                 |
| Anm: Samtliga socknar i nuvarande kommun räknas med i siffrorna så väl före som efter kommunsammanslagningarna 1974. |                                                 |                                                 |                                                 |                                                 |

#### Minoriteter
Enligt uppgifter från 2023 bodde cirka 11 300 sverigefinnar i Umeå kommun, vilket motsvarade cirka nio procent av befolkningen. I Umeå samlas finlandssvenskar i föreningen Umeå finlandssvenskar.
Enligt Sametinget vet ingen hur många samer som är bosatta i Umeå kommun men menar att "En fingervisning kan vara att det fanns runt 2 100 samer från Västerbotten registrerade i röstlängden vid det senaste valet till sametinget. Omkring hälften av alla som bor i Västerbotten bor i Umeå, men å andra sidan bor det sannolikt fler samer inne i landet än vid kusten". Det är inte heller klart hur många som talar meänkieli.

#### Utländsk bakgrund
Den 31 december 2016 utgjorde antalet invånare med utländsk bakgrund (utrikes födda personer samt inrikes födda med två utrikes födda föräldrar) 16 551, eller 13,47 procent av befolkningen (hela befolkningen: 122 892 den 31 december 2016). Motsvarande siffra för den 31 december 2002 var 10 031 invånare med utländsk bakgrund enligt samma definition, eller 9,42 % av befolkningen (hela befolkningen: 106 525 den 31 december 2002).

#### Invånare efter de vanligaste födelseländerna
Följande länder är de 10 vanligaste födelseländerna för befolkningen i Umeå kommun.
| Födelseland 31 december 2021 | Födelseland 31 december 2021 | Födelseland 31 december 2021 | Födelseland 31 december 2021 | Födelseland 31 december 2021 |
| ---------------------------- | ---------------------------- | ---------------------------- | ---------------------------- | ---------------------------- |
| Nr                           | Land                         | Antal                        | Andel                        | Andel i hela riket           |
| 1                            | Sverige                      | 114 091                      | 87,09 %                      | 80,00 %                      |
| 2                            | Finland                      | 2 107                        | 1,61 %                       | 1,31 %                       |
| 3                            | Irak                         | 942                          | 0,72 %                       | 1,40 %                       |
| 4                            | Iran                         | 801                          | 0,61 %                       | 0,80 %                       |
| 5                            | Somalia                      | 768                          | 0,59 %                       | 0,67 %                       |
| 6                            | Afghanistan                  | 740                          | 0,56 %                       | 0,60 %                       |
| 7                            | Syrien                       | 733                          | 0,56 %                       | 1,88 %                       |
| 8                            | Eritrea                      | 564                          | 0,43 %                       | 0,46 %                       |
| 9                            | Indien                       | 514                          | 0,39 %                       | 0,45 %                       |
| 10                           | Kina                         | 507                          | 0,39 %                       | 0,36 %                       |

### Hälsa
Enligt uppgifter från Folkhälsomyndigheten skattade 74 procent av befolkningen i Umeå kommun att de hade bra eller mycket bra hälsa mellan åren 2018 och 2021. En skattning som endast ändrats marginellt sedan år 2004. Männen skattade i allmänhet sina hälsa högre (80 procent uppgav år 2021 att de hade bra eller mycket bra hälsa) än kvinnor (67 procent uppgav år 2021 att de hade bra eller mycket bra hälsa). Från år 2006 har antalet suicid ökat i kommunen från 10,2 per 100 000 invånare till 14,2 per 100 000 invånare år 2020.

## Kultur
Umeå utsågs, tillsammans med Riga, till årets Europeisk kulturhuvudstad av EU år 2014. Syftet bestod i att; "betona den kulturella mångfalden i Europa, öka kulturutbytet i Europa och förstärka medborgarnas upplevelse av att höra till ett kulturområde".

### Massmedier

#### Press
År 1900 publicerades för första gången den politiskt obundna, men liberalt frisinnade, tidningen Västerbottens-Kuriren (VK). År 2020 var den genomsnittliga upplagan 30 600, en ökning med 8,7 procent jämfört med 2019. Totalt lästes VK dagligen av 120 000 personer.
År 1917 publicerades för första gången Västerbottens Folkblad (VF). En socialdemokratisk tidning med utgivning sju dagar i veckan. År 2020 var den genomsnittliga upplagan 5 100, en minskning med 1,9 procent jämfört med 2019.

#### Radio
I januari 1924 fanns 13 radioapparater i Umeå och åtta i Holmsund, två månader senare det dubbla. Radioförsäljningen var ett återkommande ämne som det rapporterades om i lokalpressen eftersom en konselj beviljade mottagarlicensen för varje ny ägare av en radio. I oktober 1924 bildades Umeå radioklubb och de lämnade kort därefter in en ansökan om att en statlig station skulle byggas i Umeå men detta nekades. Istället tilläts de bygga en station i egen regi. Två år senare invigdes lokalradion, men fick stängas år 1935. Under 1940-talet växte ett missnöje i Norrland mot att allt för liten del av innehållet i riksradion var relaterad till Norrland och kraven på en egen radiostation växte, i synnerhet i Umeå. Fler program i riksradion återspeglade Norrland, men kraven på en lokal radiostation växte. År 1961 fick Västerbotten en egen radiostation med Umeå som huvudort. År 1993 auktionerades radiofrekvenser ut till högstbjudande, vilket ledde till en kraftig expansion av radiostationer samt en stor variation i utbudet där religiösa kanaler samsades med statliga och kommersiellt stationer på de olika frekvenserna. Flera stationer sänder från Umeå. Exempel på stationer med säte i Umeå är Pop & Rock och P4 Västerbotten. Kommunfullmäktige slutade att sända sina sammanträden via radio år 2016.

### Kulturarv
Det finns omkring 135 kända fornlämningar inom gamla Umeå stad och Umeå socken, bland dessa drygt 30 stenåldersboplatser från fångstkulturen vilket inkluderar en stor hällristning i Norrforsen med bland annat 25 figurer föreställande älgar. Från brons- och järnåldern finns nära 100 gravar av kuströsetyp. Från 1500-talet finns tomningar i skärgården och kulturlager i staden.
År 2022 fanns 35 byggnadsminnen i Umeå kommun. Bland dessa Gamla lasarettet, Baggböle herrgård, Scharinska villan och von Ahnska magasinet.

### Kommunvapen
Blasonering: I blått fält tre avskurna renhuvuden av silver, ställda två över ett, med hornkrona och tunga röda.'
Vapnet är detsamma som gällde för Umeå stad. I ett kungligt brev från 1646 förskrivs att Umeå stads sigill ska innehålla tre renhuvuden. Som vapen fastställdes detta av Kungl. Maj:t 1947. Efter kommunbildningen på 1970-talet fanns ytterligare fyra vapen, men man beslutade att föra det gamla stadsvapnet vidare och det registrerades för Umeå kommun hos Patent- och registreringsverket 1979.

### Hedersmedborgare
| ”              | Umeå kommun utser hedersmedborgare vid extraordinära insatser som gagnar ett flertal och som sätter Umeå på kartan | „ |
| – Umeå kommun, | |   |

Umeå kommun har fyra hedersmedborgare. Den första var författaren Lars Widding som utsågs 1988. Han var uppväxt i Umeå och hade i flera böcker gestaltat Umeå. År 1991 utsågs fotbollsspelaren och tränaren Gunnar Nordahl till hedersmedborgare. År 1997 erhöll journalisten, politikern och diplomaten Anita Ingegerd Gradin titeln. År 2012 utsågs författaren Stieg Larsson postumt till hedersmedborgare med motiveringen: ”När ord bildar meningar, kan de också ge mening. Stieg Larsson nådde ända fram som journalist och i ett författarskap utan motstycke. Grunden lades under hans tid i Umeå, av en engagerad familj och genom en tidig övertygelse. Stieg Larsson har kombinerat det goda berättandet med en orubblig hållning för medmänsklighet, demokrati och kvinnors rätt.”

### Sport
Åren 2018, 2020 och 2021 utsågs Umeå till Sveriges bästa idrottsstad av SVT sport. Totalt finns ungefär 300 olika idrottsföreningar i kommunen. Idrottshögskolan finns vid Umeå universitet och är en riksidrotthögskola.
Varje år arrangeras Brännbollsyran, en kombinerad musikfestival och brännbollscup. Sedan år 1997 är brännbollscupen även VM i Brännboll. Varje år arrangeras även Umeå Idrottsgala, där delas pris ut till bland annat årets ledare, årets eldsjäl och årets utövare. År 2022 arrangerade Umeås VM I Rally för första gången.
Hockeylaget IF Björklöven blev svenska mästare år 1987. År 2010 förlorade klubben sin elitlicens och degraderades till division 1A, tre år senare avancerar klubben återigen till HockeyAllsvenskan. Andra SM-guld till Umeålag gick år 2019 till A3 Basket. Skidåkaren Moa Lundgren vann guld i U23VM år 2019.